# Raymond Cecil Moore
Raymond Cecil Moore (né le 20 février 1892 à Roslyn dans l'État de Washington et mort le 16 avril 1974 à Lawrence au Kansas) est un géologue et paléontologue américain.

## Publications
- (en) Moore R.C., 1954. "Kingdom of Organisms Named Protista", Journal of Paleontology, Vol.28, No.5, September 1954, p.588-598. JSTOR:1300231
- (en) Müller K.J. & Moore R.C., 1962. Supplement to systematics of conodonts., in Treatise on invertebrate paleontology, Part W: Miscellanea : Conodonts Conoidal Shells of Uncertain Affinities, Worms, Trace Fossils, and Problema - Geological Society of America.